# Curubandé
Curubandé es un distrito del cantón de Liberia, en la provincia de Guanacaste, de Costa Rica.

## Historia
Curubandé fue creado el 26 de noviembre de 1971 por medio de Decreto Ejecutivo 2077-G. Segregado de Liberia.

## Geografía
Curubandé cuenta con un área de 81,32 km² y una altitud media de 322 m s. n. m.

## Demografía
Para el año 2022, Curubandé cuenta con una población estimada de 3459 habitantes, y para el último censo efectuado, en 2011, Curubandé contaba con una población de 2527 habitantes.

## Localidades
- Cabecera: Cereceda
- Barrios: Gallo, San Rafael.
- Poblados: Colorado, Curubandé, Porvenir.

## Transporte

### Carreteras
Al distrito lo atraviesan las siguientes rutas nacionales de carretera:
- Ruta nacional 1